# Levonorgestrel
El levonorgestrel és un medicament hormonal que s'utilitza en diversos mètodes de control de la natalitat. Combinada convenientment amb un estrogen (habitualment l'etinilestradiol) esdevé una píndola anticonceptiva combinada. Com a contracepció postcoital, és útil dins de les 72 hores del coit. Comercialitzat com EFG, Postinor, Navela, Norlevo, Cumbran, Levosert. Com més temps hagi passat des del sexe, menys eficaç és la medicació i no funciona després de l'embaràs (implantació). El levonorgestrel actua evitant que es produeixi l'ovulació o la fertilització. Disminueix les possibilitats d'embaràs en 57 a 93%. En un dispositiu intrauterí (DIU) (comercialitzat a Espanya com Jaydess, Kyleena, Levosert, Mirena), és eficaç per a la prevenció a llarg termini de l'embaràs.
Els efectes secundaris comuns inclouen nàusees, molèstia als pits, mal de cap i sagnat menstrual augmentat, disminuït o irregular. Quan s'utilitza com a anticonceptiu d'emergència, si es produeix l'embaràs, no hi ha proves que el seu ús perjudiqui el fetus. És segur d'utilitzar durant la lactància materna. El control de la natalitat que conté levonorgestrel no canviarà el risc d'infeccions de transmissió sexual. És un progestagen i té efectes semblants als de l'hormona progesterona. Funciona principalment evitant l'ovulació i tancant el cèrvix per evitar el pas de l'esperma.
El levonorgestrel es va patentar el 1960 i es va introduir per a ús mèdic juntament amb l'etinilestradiol el 1970. Està a la Llista de medicaments essencials de l'OMS.